# Augustin-Norbert Morin
Pour les articles homonymes, voir Morin.
Augustin-Norbert Morin, né le 13 octobre 1803 à Saint-Michel et mort le 30 juillet 1865 à Sainte-Adèle de Terrebonne, est un avocat, un journaliste et un homme politique canadien-français.

## Biographie
Augustin-Norbert Morin étudie au Petit Séminaire de Québec et se joint au journal Le Canadien. Fondateur de La Minerve, il devient avocat après avoir suivi des cours avec Denis-Benjamin Viger.
À partir de 1830, il est l'un des dirigeants du Parti patriote, alors qu'il est élu député de Bellechasse. Après sa réélection en 1834, il défend les 92 résolutions auprès de la monarchie britannique.
À Québec, il mène la rébellion de 1837 jusqu'à ce que la constitution soit suspendue en 1838. L'année suivante, en 1839, il est jeté en prison, car il est recherché pour haute trahison.
Sorti de prison, il s'oppose à l'Acte d'Union et occupe plusieurs fonctions dans les nombreux gouvernements de coalition des années 1840 et 1850. Il est successivement élu député de Nicolet, Bellechasse et Chicoutimi, ayant cependant subi une défaite à Terrebonne.
Auguste-Norbert Morin est en outre connu pour avoir fondé les villages de Sainte-Adèle, Morin-Heights et Val-Morin quelques années avant l'arrivée du curé Labelle.
Il occupe le poste d'orateur à l'Assemblée législative du Canada-Uni de 1848 à 1851. Premier ministre du Canada-Est de 1851 à 1855, il  dirige le Canada-Uni de 1851  à 1853 avec Sir Francis Hincks, pour le Canada-Ouest, sous la bannière du Parti réformiste. Parallèlement il devient en 1852 le premier doyen de la faculté de droit de l'Université Laval.
En 1854 et 1855, il forme un autre gouvernement avec le libéral-conservateur Allan MacNab. Il parvient à abolir le régime seigneurial en 1854. Il présente sa démission le 26 janvier 1855, effective le 27, alors qu'il est nommé juge à la cour supérieure.
Le 4 février 1859, il est nommé commissaire de la commission chargée de la codification des lois civile qui mènera à l'adoption du Code civil du Bas-Canada.
Il est mort à Sainte-Adèle de Terrebonne le 27 juillet 1865 et ses funérailles ont été célébrées à Saint-Hyacinthe.